# Пересека (Минский район)
Пересека (бел. Пярэ́сека) — деревня в Минском районе Минской области Беларуси. В составе Михановичского сельсовета.

## География
Расположена в 11 км на юг от Минска, в 4 км на запад от железнодорожной станции Михановичи, на шоссе М1.

## История
В 1897 году фольварк, урочище, двор в Самохваловичской волости Минского уезда Минской губернии.
С конца февраля 1918 года территория оккупирована войсками Германской империи. 25 марта 1918 года согласно Третьей Уставной грамоте провозглашалась частью Белорусской Народной Республики. В декабре 1918 года занята Красной Армией, с 1 января 1919 года в соответствии с постановлением I съезда КП(б) Беларуси она вошла в состав Советской Белоруссии, с 27 февраля 1919 года — в ЛитБел ССР. Во время Польско-советской войны в августе 1919 — июле 1920 годов и в середине октября 1920 года под оккупацией Польши (Минский округ).
С 31 июля 1920 года в Белорусской ССР. С 20 августа 1924 года посёлок в Дергайском сельсовете, с 1927 года в Гатовском сельсовете Самохваловичского района Минского округа (до 26 июля 1930 года). С 18 января 1931 года в ведении городского Совета Минска. С 26 мая 1935 года в Минском районе. С 20 февраля 1938 года в Минской области.
Во Вторую мировую войну с конца июня 1941 года до начала июля 1944 года деревня под оккупацией Германии.

5 марта 1959 года деревня передана из упразднённого Гатовского сельсовета в состав Самохваловичского сельсовета.

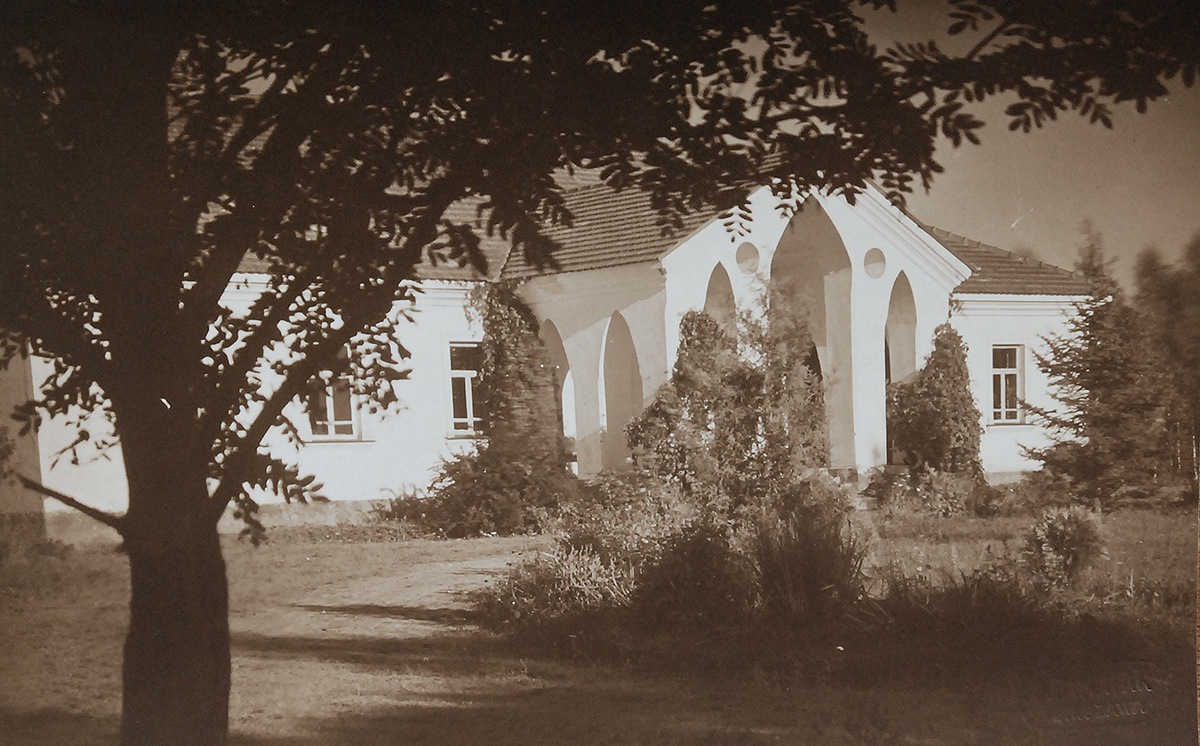
Усадьба Булгаков, 1910-е
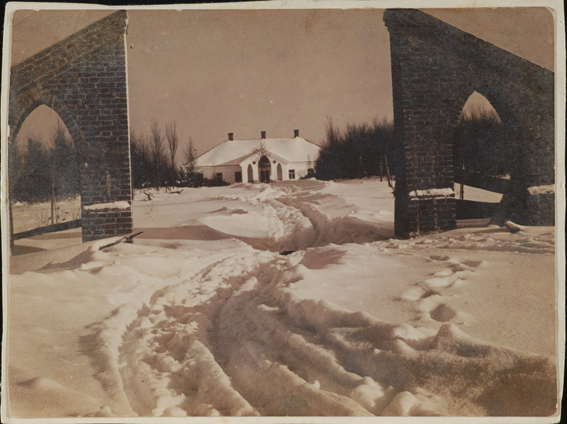
Брама усадьбы Булгаков, 1910-е
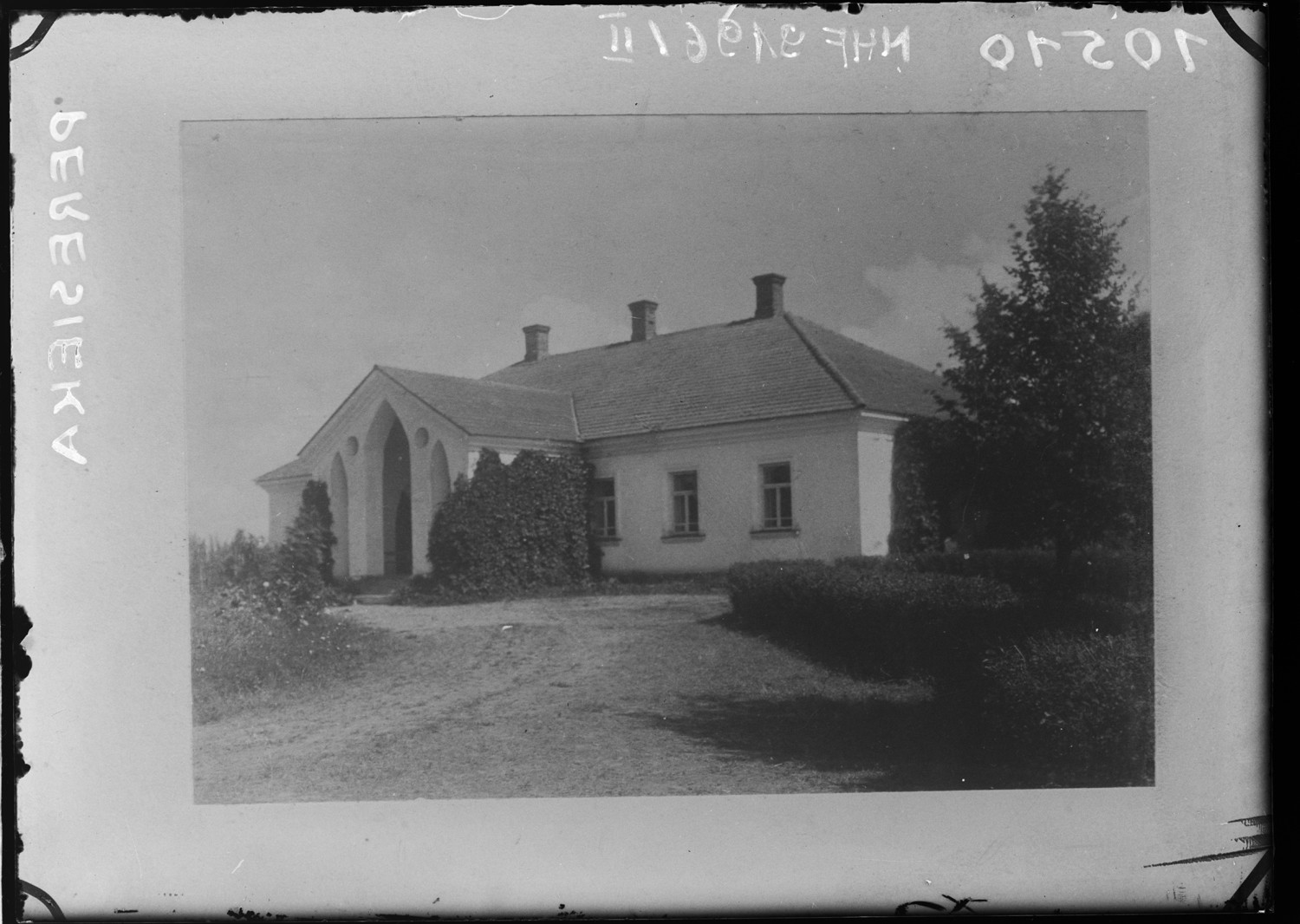
Усадьба Булгаков, 1915 г.
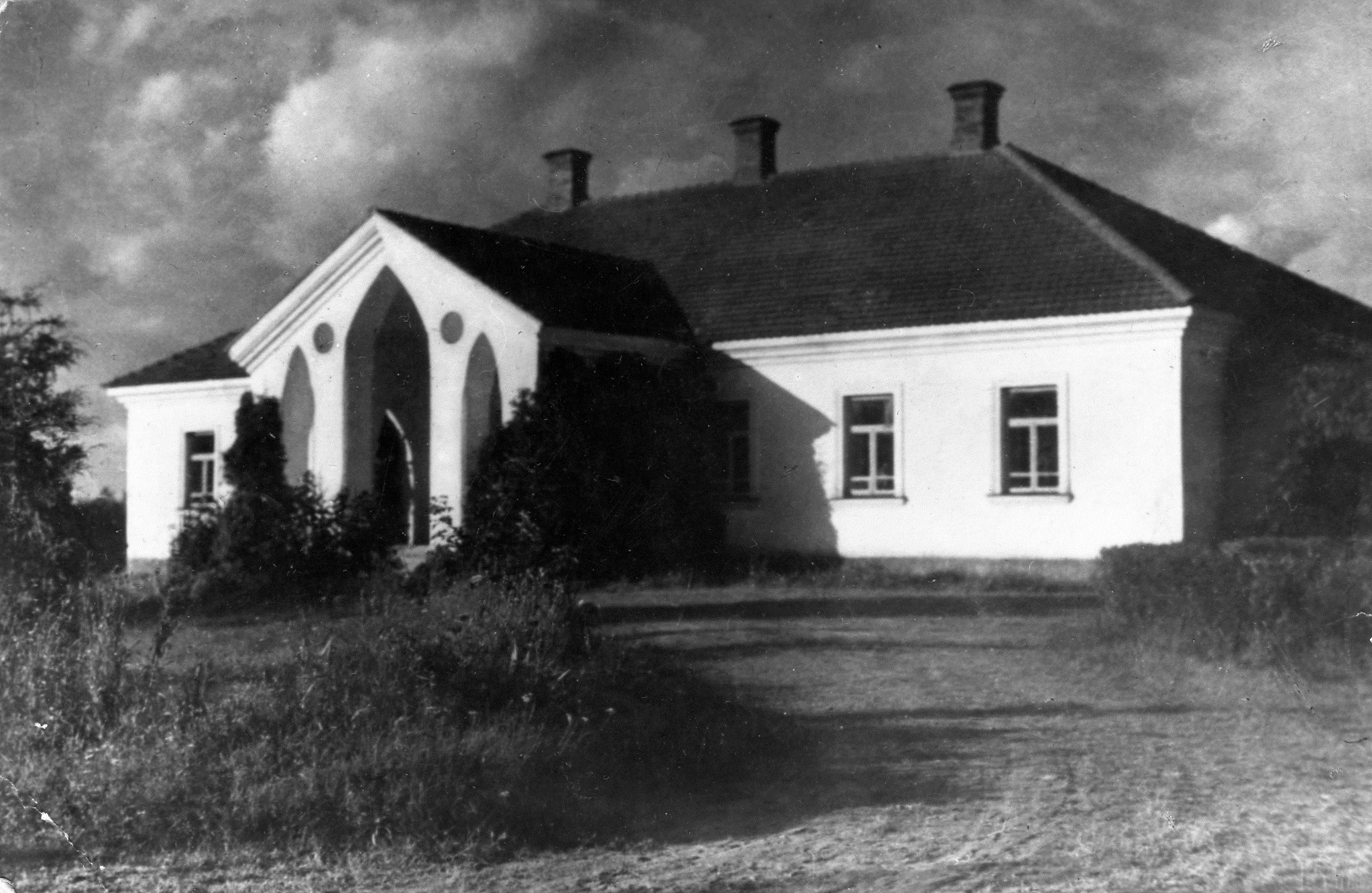
Усадьба Булгаков

## Население

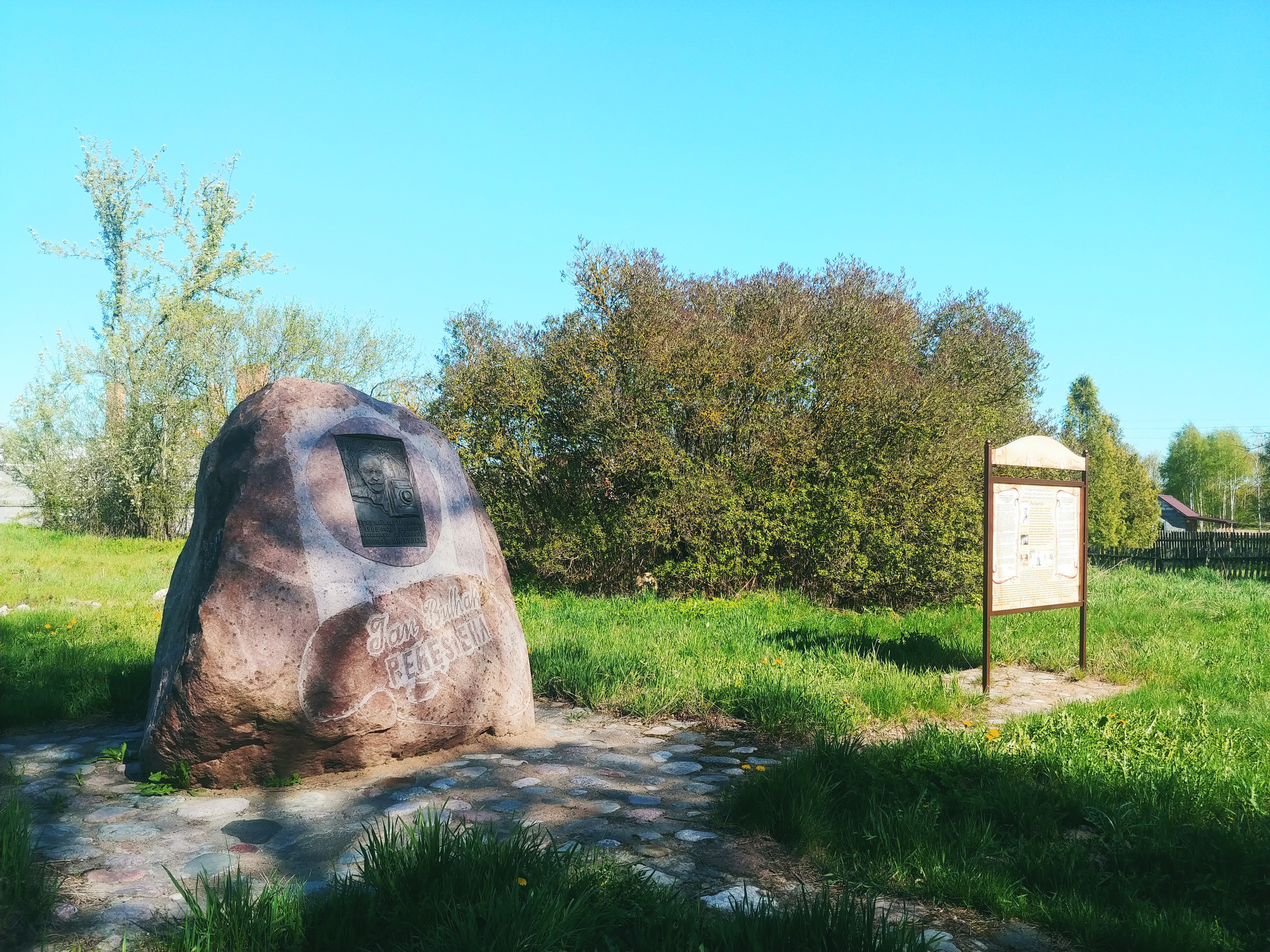
Знак-памятник фотографу Яну Булгаку

- Знак-памятник фотографу Яну Булгаку1897 год — фольварк, 3 двора, 9 жителей; двор, 10 жителей
- 1908 год — урочище, 1 двор, 9 жителей; фольварк, 1 двор, 9 жителей
- 1917 год — имение, 1 двор, 10 жителей
- 1926 год — 23 двора, 102 жителей
- 1999 год — 17 жителей (перепись населения)
- 2009 год — 13 жителей (перепись населения)

## Достопримечательность
- Знак-памятник установленный жителями деревни в честь фотографа Яна Булгака (2019)[3]

### Утраченное наследие
- Усадьба Булгаков

## Известные лица
В начале XX века в имении Пересека жил будущий известный фотограф Ян Булгак (1876—1950).